# James Maxton
James Maxton (* 22. Juni 1885 in Pollokshaws bei Glasgow; † 23. Juli 1946) war ein britischer Politiker (Labour Party, Independent Labour Party) und Pazifist. Maxton war lange Jahre Abgeordneter im britischen Unterhaus und Führer der Independent Labour Party.

## Leben und Tätigkeit
Maxton war der Sohn eines Lehrerehepaares. Er besuchte die Hutchesons’ Grammar School und studierte anschließend an der Glasgow University. Während seiner Studentenzeit entwickelte er sich zu einem überzeugten Sozialisten. 1904 schloss er sich daher der Independent Labour Party (ILP) an.
Nach seinem Studium arbeitete Maxton als Lehrer, wobei ihn – eigenen Angaben zufolge – die Armut zahlreicher seiner Schüler, die der täglich miterlebte, weiter in seinen sozialistischen Überzeugungen bestärkte. Ab 1906 betätigte er sich in der Lehrergewerkschaft (Schoolmaster Union).
Als überzeugter Pazifist trat Maxton nach dem Ausbruch des Ersten Weltkriegs öffentlich als Gegner des Krieges auf und forderte eine rasche Beendigung desselben. Nach Einführung des Systems der unfreiwilligen Rekrutierung zum Militär in Großbritannien im Jahr 1916 verweigerte Maxton den Kriegsdienst. Stattdessen arbeitete er als Hafenarbeiter. Noch im selben Jahr wurde er aufgrund seiner Beteiligung an der Organisierung von Streiks von Hafenarbeitern verhaftet und wegen des Vorwurfes politischer Zersetzungsarbeit zu Kriegszeiten (Sedition) für ein Jahr inhaftiert.
1918 wurde Maxton in den Vorstand der Labour Party (National Council of the Labour Party) gewählt. Als Verfechter der Durchsetzung einer Selbstregierung für Schottland amtierte Maxton in den frühen 1920er Jahren Präsident der Scottish Home Rule Association.
Bei der britischen Parlamentswahl vom Dezember 1918 bewarb Maxton sich erstmals um einen Sitz im House of Commons, dem britischen Parlament, unterlag aber gegen den konservativen Gegenkandidaten. Bei der Parlamentswahl vom November 1922 gelang es ihm schließlich, als Kandidat der Labour Party im Wahlkreis Glasgow Bridgeton ins House of Commons gewählt zu werden, dem er anschließend knapp 24 Jahre, bis zu seinem Tod im Jahr 1946, ohne Unterbrechung als Abgeordneter angehörte. Während dieser Zeit wurde Maxtons Mandat fünfmal (bei den Wahlen in den Jahren 1924, 1929, 1931, 1935 und 1945) bestätigt. Nach seinem Tod wurde Maxtons Mandat von James Carmichael übernommen.
Aufgrund seiner Effektivität als Redner im und außerhalb des Parlaments sowie als Debattier im Parlament wurde Maxton von zahlreichen Zeitgenossen sowie von zahlreichen rückschauenden Betrachtern als einer der begabtesten und besten politischen Redner Großbritanniens in der ersten Hälfte des 20. Jahrhunderts bewertet, so z. B. auch von seinem politischen Antipoden Winston Churchill, der ihn als "den größten Parlamentarier seiner Zeit" ("the greatest parliamentarian of his day") anerkannte.
Von 1926 bis 1931 und von 1934 bis 1939 amtierte Maxton als Vorsitzender (chairman) der Independent Labour Party (ILP). Zwischen seinen beiden Amtszeiten sowie in den Jahren nach dem Ende seiner zweiten Amtszeit bis zu seinem Tod war er zudem die inoffiziell dominierende Figur dieser Partei. 1932 veranlasste Maxton die ILP dazu, ihre traditionelle Verbindung mit der Labour Party als ihrer Mutterpartei zu lösen und stattdessen eine scharfe Oppositionsstellung zu ihr einzunehmen: Hintergrund für diesen Schritt war, dass Maxton – wie die meisten anderen ILP-Führer – die Entscheidung der Labour Party im Jahr 1931, eine Koalitionsregierung mit den Konservativen zu bilden, als Verrat der Labour Party an der Arbeiterklasse bzw. als Kollaboration der Labour Party mit den Vertretern der arbeiterfeindlichen kapitalistischen Wirtschaftsform beurteilte. Ihre Oppositionsstellung zur Koalitionsregierung unter Ramsay MacDonald behielt die ILP bis zu ihrem Ende im Jahr 1935 bei. Nach Maxtons Tod verfiel die ILP rasch und hörte auf, eine nennenswerte politische Kraft zu sein.
Neben seiner Tätigkeit als Abgeordneter war Maxton auch auf publizistischem Gebiet äußerst produktiv: So legte er neben einer großen Zahl von Broschüren und Streitschriften, in denen er seine Positionen beziehungsweise die Positionen der Independent Labour Party darlegte und für diese warb, auch eine Biografie des russischen Revolutionsführers Wladimir Lenin vor.
Noch heute hat Maxton Großbritannien vielfach die Reputation eines nachdrücklichen Verfechters für die Belange der sozialschwachen und gilt mithin als eine Art Volksheld und hat entsprechend noch lange nach seinem Tod das Interesse der Öffentlichkeit und der Publizistik wie auch der historischen und politischen Forschung auf sich gelenkt. So befasste z. B. der spätere Premierminister Gordon Brown sich in seiner Dissertation (PhD thesis) mit Maxton.

## Familie
Maxtons Sohn John Maxton gehörte von 1979 bis 2001 dem Unterhaus als Abgeordneter für den Wahlkreis Cathcart an und sitzt seit 2004 im House of Lords.

## Schriften
- A Living Wage for All: Dr. Salter's Speech in the House of Commons on Wednesday, March 7, 1923, Bermondsey Independent Labour Party, London 1923.
- The Left Wing: Its Programme and Activities, National Left Wing Provisional Committee, London 1926.
- Twenty Points for Socialism, ILP Publication Department, London 1927.
- Our Case for a Socialist Revival, Workers' Publications, London 1928. (mit A.J. Cook)
- The Roads to Socialism: Chairman's Address at the ILP Conference, ILP Publication Department, London 1929.
- The Case of Benn v. Maxton: Being a Correspondence on Capitalism and Socialism, to which is Appended the Report of a Broadcast Debate, E. Benn, London 1929.
- Speech on the Government's Unemployment Proposals in the House of Commons 4 November 1929, ILP Publication Department, London 1929.
- Where the ILP Stands: Presidential Address of J. Maxton to the ILP Conference, together with the Declaration on the Relation of the ILP to the Labour Party, ILP Publication Department, London 1930.
- Lenin, D. Appleton & Co., New York 1932.
- Widespread Poverty: "The Existing Social Order Must Go.", Independent Labour Party, London 1933.
- A Clear Lead, Independent Labour Party, London 1933.
- Keir Hardie: Prophet and Pioneer, F. Johnson, London 1933.
- Dictators and Dictatorship, Independent Labour Party, London 1934.
- If I Were Dictator, Methuen, London 1935.
- The Unity Campaign, National Unity Campaign Committee, London 1937. (mit Richard Stafford Cripps und Harry Pollitt)
- Maxton's Great Anti-War Speech, Civic Press, Glasgow 1939.
- Why We Oppose Conscription Independent Labour Party, London 1939.
- Break Truce with Tories and Build Labour Unity! A Statement for Consideration by Men and Women of the Labour Movement, Independent Labour Party, London 1943.